# Abkommen zur friedlichen Befreiung Tibets
| Tibetische Bezeichnung |
| --- |
| Tibetische Schrift: ཀྲུང་དབྱང་མི་དམངས་སྲིད་གཞུང་དང་བོད་ཀྱི་ས་གནས་སྲིད་གཞུང་གཉིས་ བོད་ཞི་བས་བཅིངས་བཀྲོལ་འབྱུང་ཐབས་སྐོར་གྱི་གྲོས་མཐུན།                                                   |
| Wylie-Transliteration: krung dbyang mi dmangs srid gzhung dang bod kyi sa gnas srid gzhung gnyis bod zhi bas bcings bkrol ’byung thabs skor gyi gros mthun |
| Aussprache in IPA: [ʈʂúŋjaŋ mìmaŋ síɕuŋ tʰàŋ pʰø̂ːgi sánɛ̂ːˀ síɕuŋ ɲîːˀ pʰø̂ːˀ ɕìwɛˀ tɕíŋʈʂøː tɕùŋtʰəpkɔːki ʈʂʰø̂ːtỹ]                                          |
| Offizielle Transkription der VRCh: Zhungyang mimang sixung tang Poigi sanai sixung nyi Phoi xiwai jingzhoi jungtabgorgi choidün                            |
| THDL-Transkription: Trungyang mimang sizhung dang Bögi sané sizhung nyi Bö zhiwa chingtröl jungtapkorgi trötün                                             |
| Chinesische Bezeichnung |
| Traditionell: 中央人民政府和西藏地方政府關於和平解放西藏辦法的協議                                                                                         |
| Vereinfacht: 中央人民政府和西藏地方政府关于和平解放西藏办法的协议                                                                                          |
| Pinyin:Zhōngyāng rénmín zhèngfǔ hé Xīzàng dìfāng zhèngfǔ guānyú hépíng jiěfàng Xīzàng bànfǎ de xiéyì                                                       |

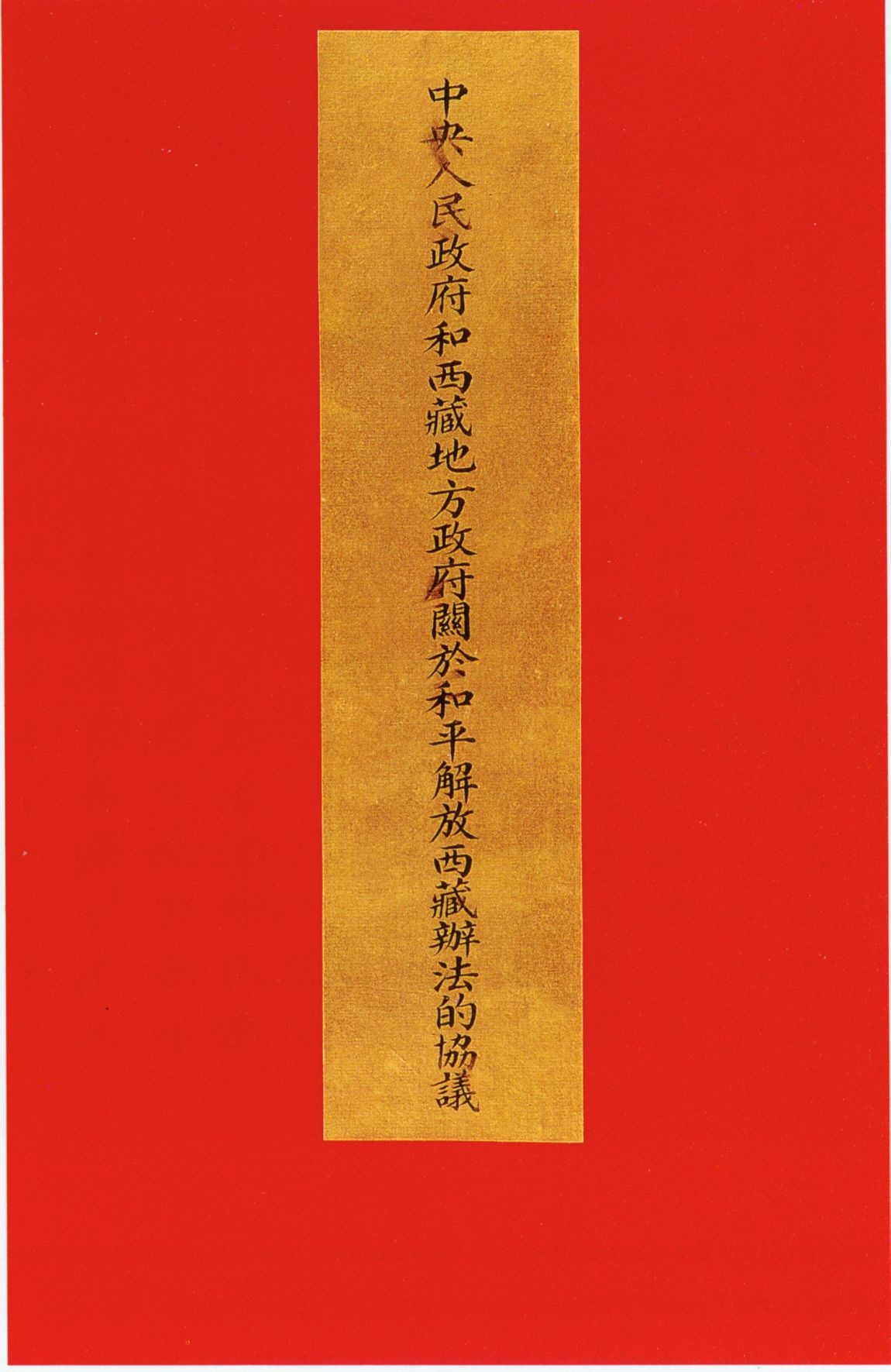
Das 17-Punkte-Abkommen

Die Vereinbarung der Zentralen Volksregierung mit der Lokalen Regierung Tibets über Maßnahmen zur friedlichen Befreiung Tibets (auch 17-Punkte-Abkommen genannt) war ein in Peking am 23. Mai 1951 in Folge der Besetzung durch chinesische Truppen unterzeichnetes Abkommen zwischen der Volksrepublik China und der tibetischen Regierung. Es besiegelte die Übernahme der Gebietshoheit über Tibet durch die Volksrepublik China unter Zusicherung innenpolitischer Autonomie und Religionsfreiheit.

## Sicht der tibetischen Exilregierung
Aus Sicht der tibetischen Exilregierung kam das Abkommen unter militärischem Druck infolge der Besetzung der osttibetischen Provinz Qamdo und unter Androhung eines weiteren militärischen Vordringens durch die chinesische Volksbefreiungsarmee zustande. Der Dalai Lama, der damals 16-jährige Tenzin Gyatso, erklärte später im Exil, er habe dem Abkommen nur deshalb zugestimmt, um sein Volk und das Land „vor der völligen Zerstörung zu bewahren“.

## Vertragstext

### Siebzehn Punkte
(Quelle: )
1. Das tibetische Volk wird sich vereinen und die imperialistischen aggressiven Kräfte aus Tibet ausweisen; das tibetische Volk wird in den Schoß der großen Familie der Volksrepublik China zurückkehren.
2. Die örtliche Regierung Tibets wird aktiv die Volksbefreiungsarmee unterstützen, Tibet zu erreichen und die nationale Verteidigung festigen.
3. Gemäß der im gemeinsamen Programm der Politischen Konsultativkonferenz des chinesischen Volkes anerkannten Nationalitätenpolitik hat das tibetische Volk das Recht auf Ausübung einer nationalen territorialen Autonomie unter der einheitlichen Führung der Chinesischen Volksregierung.
4. Die Zentralbehörden werden das bestehende politische System in Tibet nicht verändern. Die zentralen Behörden werden auch nicht den bestehenden Status, die Funktionen und Machtbefugnisse des Dalai Lama ändern. Die Beamten der verschiedenen Ränge bleiben wie gewohnt Amt.
5. Der bestehende Status, die Funktionen und Machtbefugnisse des Panchen Ngoerhtehni sollen beibehalten werden.
6. Mit dem bestehenden Status, den Ämtern und Machtbefugnissen des Dalai Lama und des Panchen Ngoerhtehni sind der Status, die Ämter und Machtbefugnisse des 13. Dalai Lama und des 9. Panchen Ngoerhtehni gemeint, als sie freundliche und vertrauensvolle Beziehungen zueinander hatten.
7. Die Politik der religiösen Glaubensfreiheit wird gemäß dem gemeinsamen Programm der Politischen Konsultativkonferenz des chinesischen Volkes festgelegt. Die religiösen Überzeugungen, Gebräuche und Gewohnheiten des tibetischen Volkes werden gewahrt und Lama-Klöster werden geschützt sein. Die zentralen Behörden werden keine Veränderung bezüglich der Einkommen der Klöster herbeiführen.
8. Tibetische Truppen werden Schritt für Schritt in die Volksbefreiungsarmee integriert und werden Teil der Streitkräfte der VR China.
9. Die gesprochene und geschriebene Sprache und das Bildungswesen der tibetischen Nationalität werden Schritt für Schritt in Übereinstimmung mit den bestehenden Bedingungen in Tibet entwickelt werden.
10. Die tibetische Landwirtschaft, Viehzucht, Industrie und Handel werden Schritt für Schritt entwickelt und die Existenzgrundlage der Menschen wird, in Übereinstimmung mit den bestehenden Bedingungen in Tibet, Schritt für Schritt verbessert werden.
11. In Bezug auf verschiedene Reformen in Tibet wird es keinen Zwang seitens der zentralen Behörden geben. Die örtliche Regierung Tibets wird Reformen aus eigenem Antrieb durchführen und, wenn die Menschen Reformen fordern, werden sie durch Absprache mit dem Führungspersonal Tibets eingeleitet.
12. Insoweit ehemals pro-imperialistisch und pro-Kuomintang gesinnte Beamte Verbindungen zu Imperialismus und Kuomintang entschlossen abbrechen und sich nicht an Sabotage oder im Widerstand gegen China engagieren, können sie, unabhängig von ihrer Vergangenheit, weiterhin ihr Amt fortführen.
13. Die nach Tibet verlagerten Truppen der Volksbefreiungsarmee werden alle oben erwähnten Vereinbarungen einhalten und fair sein bei all ihren Käufen und Verkäufen und werden dem Volk weder Nadel noch Faden willkürlich wegnehmen.
14. Die Chinesische Volksregierung wird für das Territorium Tibet alle Aufgaben der Außenpolitik wahrnehmen; und es wird eine friedliche Koexistenz mit den Nachbarländern geben und die Etablierung und Entwicklung fairer Geschäfts- und Handelsbeziehungen mit ihnen auf der Grundlage von Gleichheit, gegenseitigem Nutzen und gegenseitiger Achtung der Grenzen und der Souveränität.
15. Um die Durchführung dieses Abkommens zu gewährleisten, richtet die Chinesische Volksregierung einen Militär- und Verwaltungsausschuss und ein Wehrbezirks-Hauptquartier in Tibet ein und wird, unabhängig von dem von der Chinesischen Volksregierung entsandten Personal, so viel wie möglich ortsansässiges tibetisches Personal daran beteiligen. Zu diesem tibetischen Personal, das sich am Militär- und Verwaltungsausschuss beteiligt, können patriotische Elemente aus der örtlichen Regierung Tibets gehören, aus verschiedenen Verwaltungsbezirken und aus verschiedenen Hauptklöstern; die Namensliste wird nach Beratung zwischen den Vertretern der Chinesischen Volksregierung und den verschiedenen Seiten bestätigt und der Chinesischen Volksregierung zur Ernennung der Ausgewählten vorgelegt.
16. Kosten, die der Militär- und Verwaltungsausschuss, das Wehrbezirks-Hauptquartier und die nach Tibet verlagerten Truppen der Volksbefreiungsarmee verursachen, werden von der Chinesischen Volksregierung übernommen. Die örtliche Regierung Tibets sollte die Volksbefreiungsarmee bei dem Kauf und Transport von Lebensmitteln, Viehfutter und anderem täglichen Bedarf unterstützen.
17. Diese Vereinbarung wird sofort in Kraft treten, nachdem sie mit Unterschrift und Siegel versehen ist.

Unterzeichnung und Siegel
von den Delegierten der Chinesischen Volksregierung:
- Delegationsführer: Li Wei-han (Leiter der Kommission des Inneren);
- Delegierte: Chang Ching-wu, Chang Kuo-hua, Sun Chih-yuan

Delegierte der örtlichen Regierung Tibets:
- Delegationsführer: Kaloon Ngabou Ngawang Jigme (Ngabo Shape);
- Delegierte: Dzasak Khemey Sonam Wangdi, Khentrung Thuptan, Tenthar, Khenchung Thuptan Lekmuun Rimshi, Samposey Tenzin Thondup[5]

### Abbildungen des Vertrages (Chinesisch)

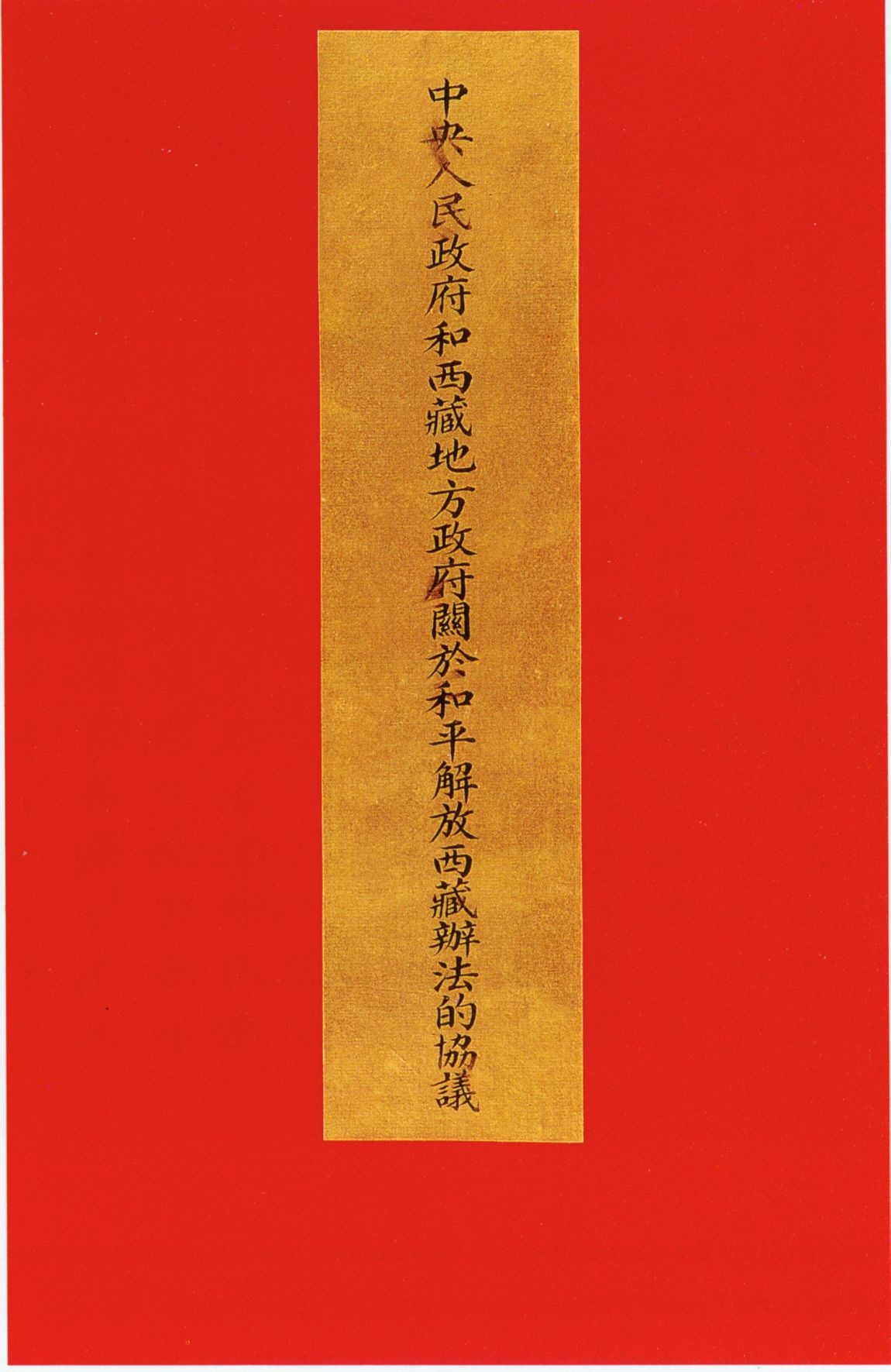
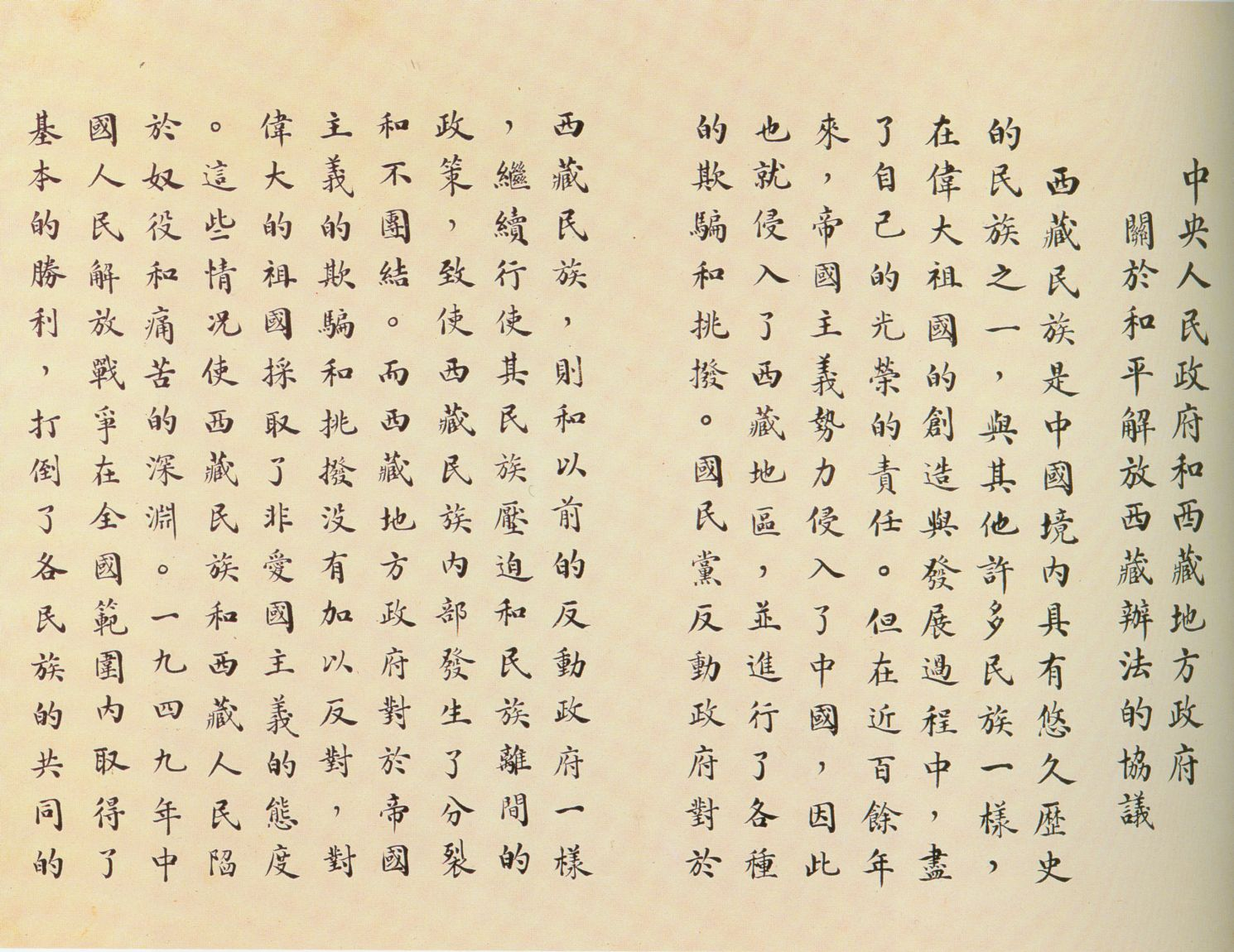
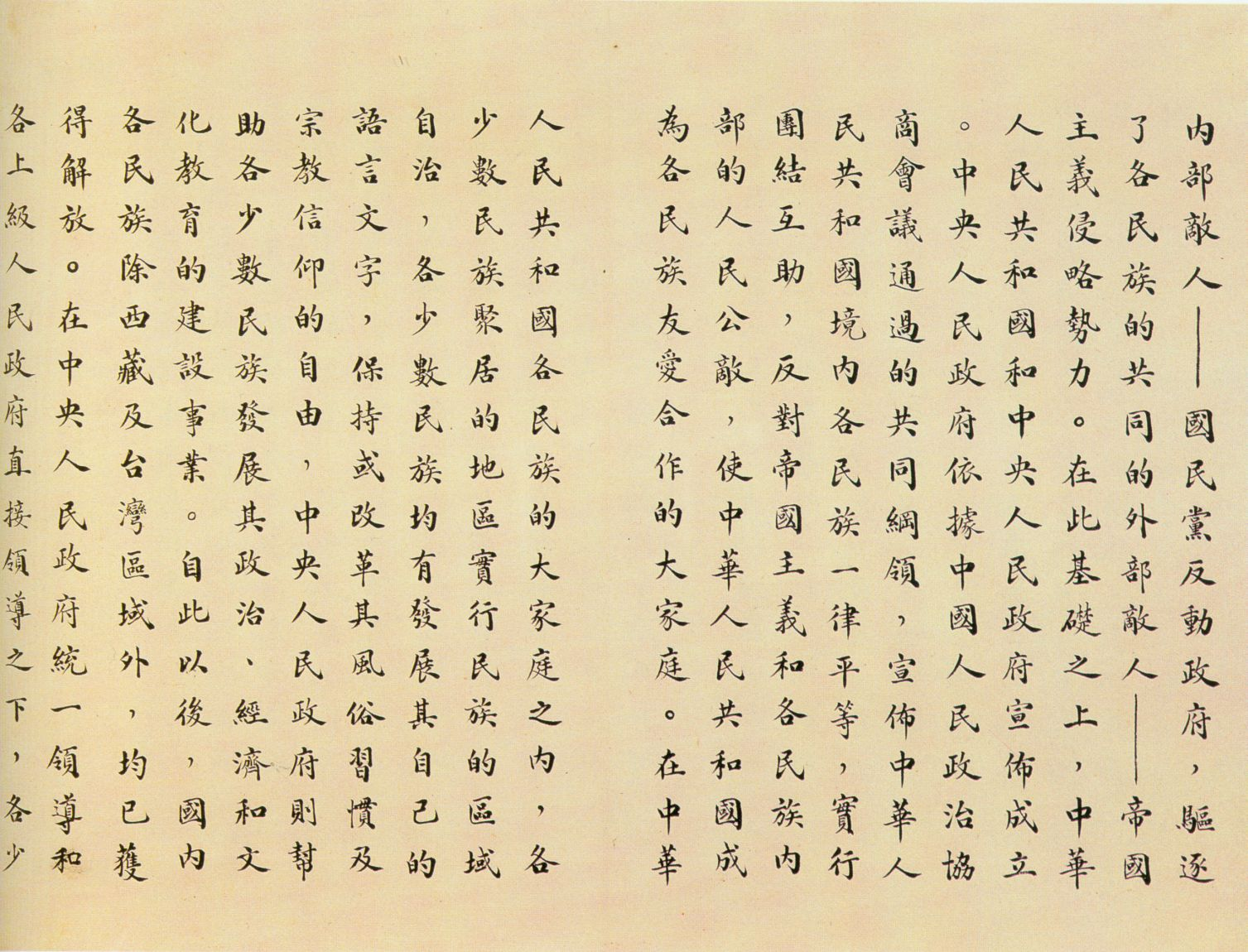
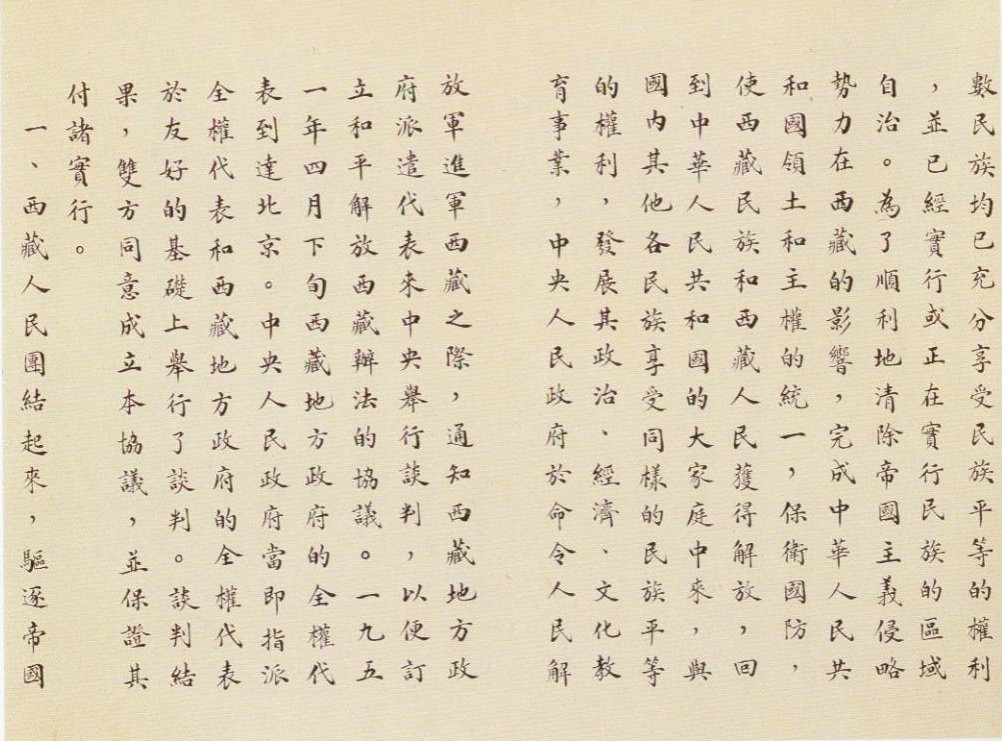
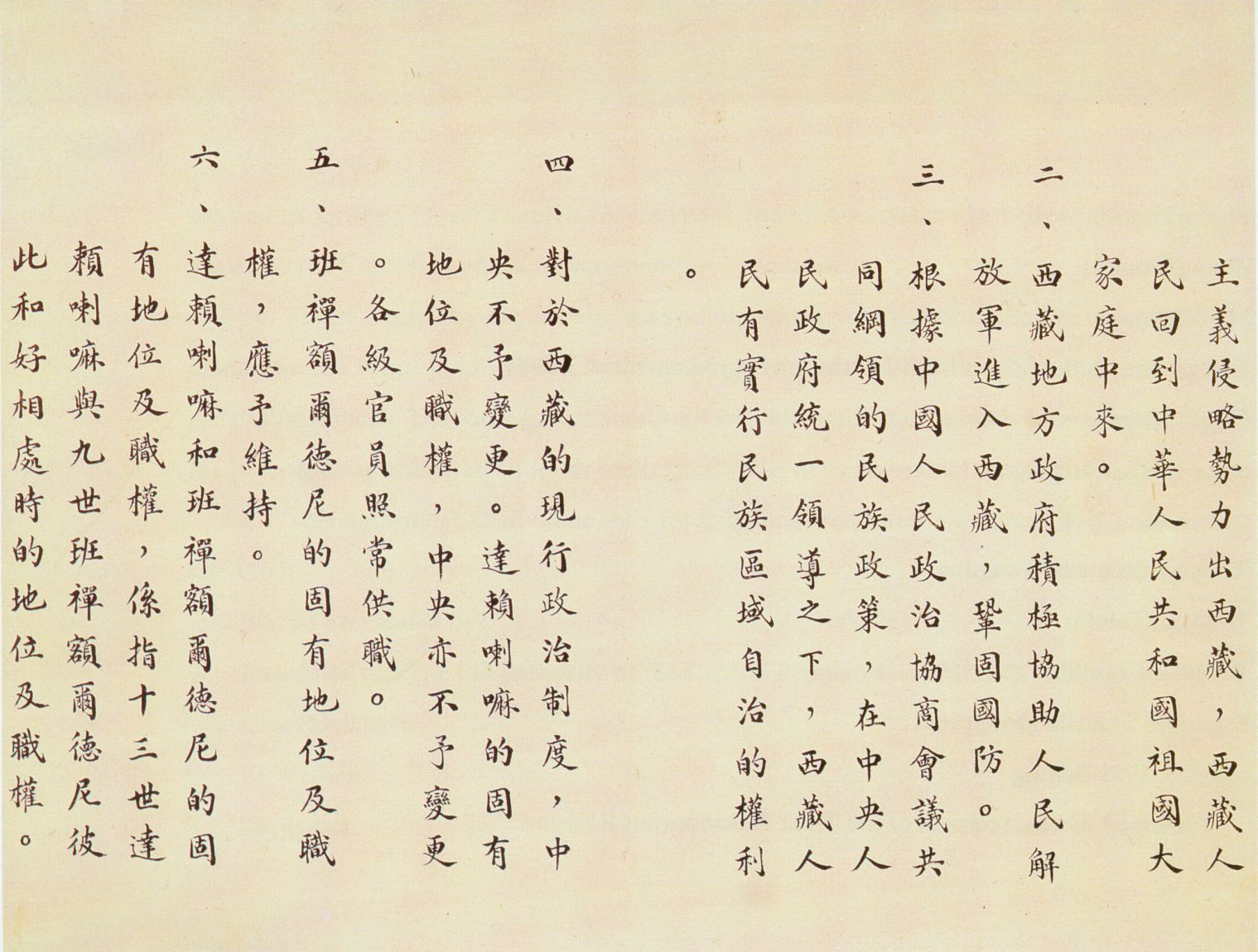
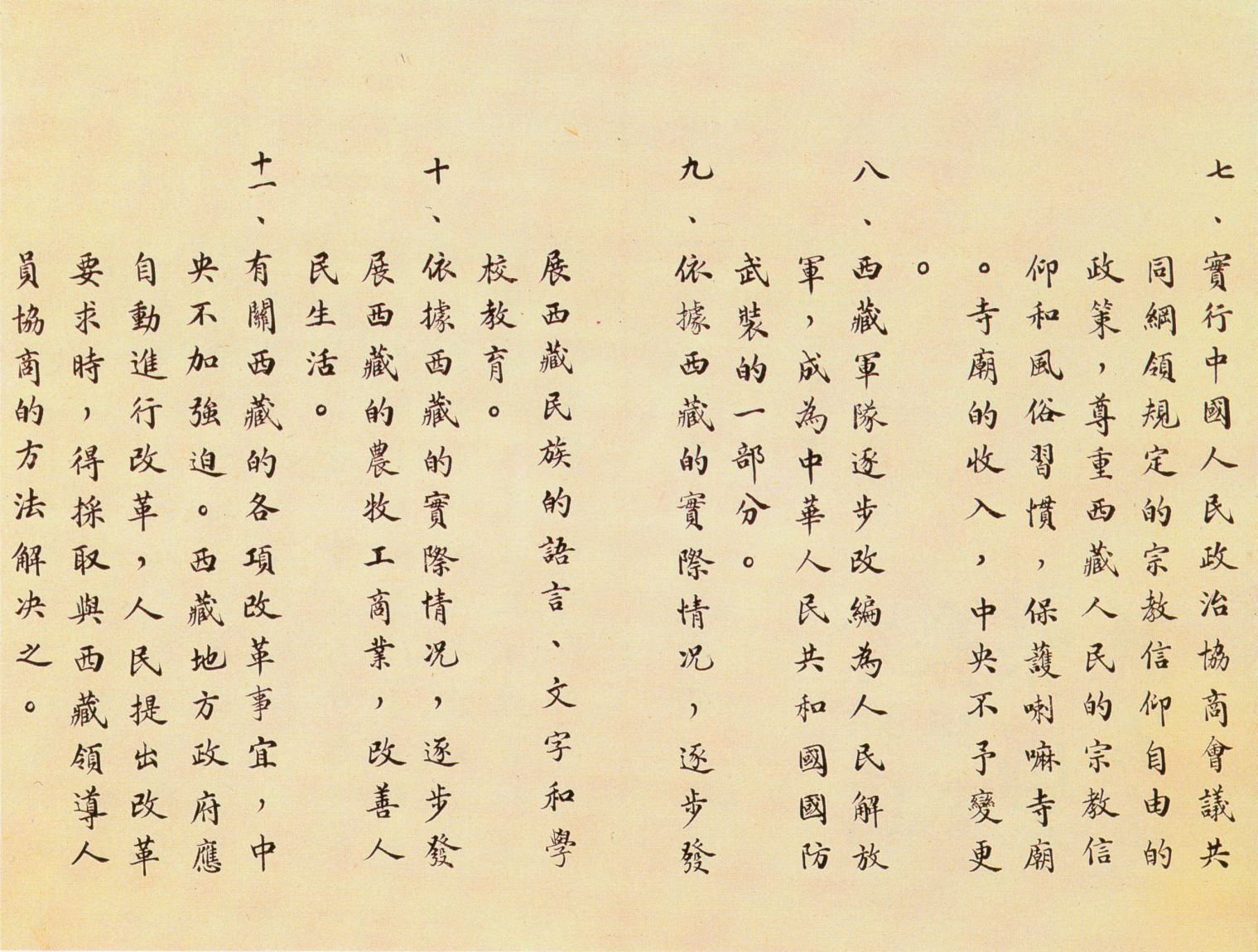
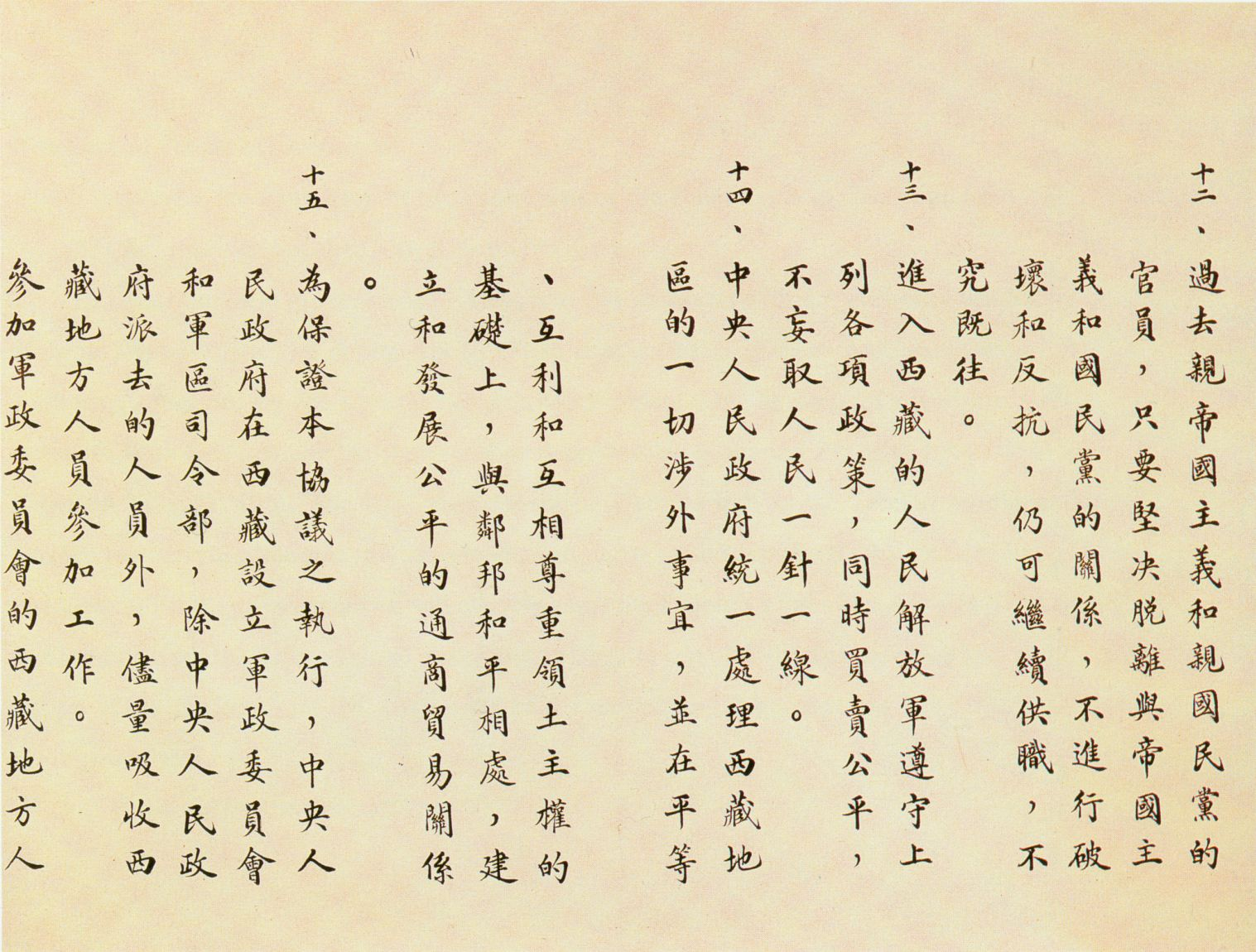
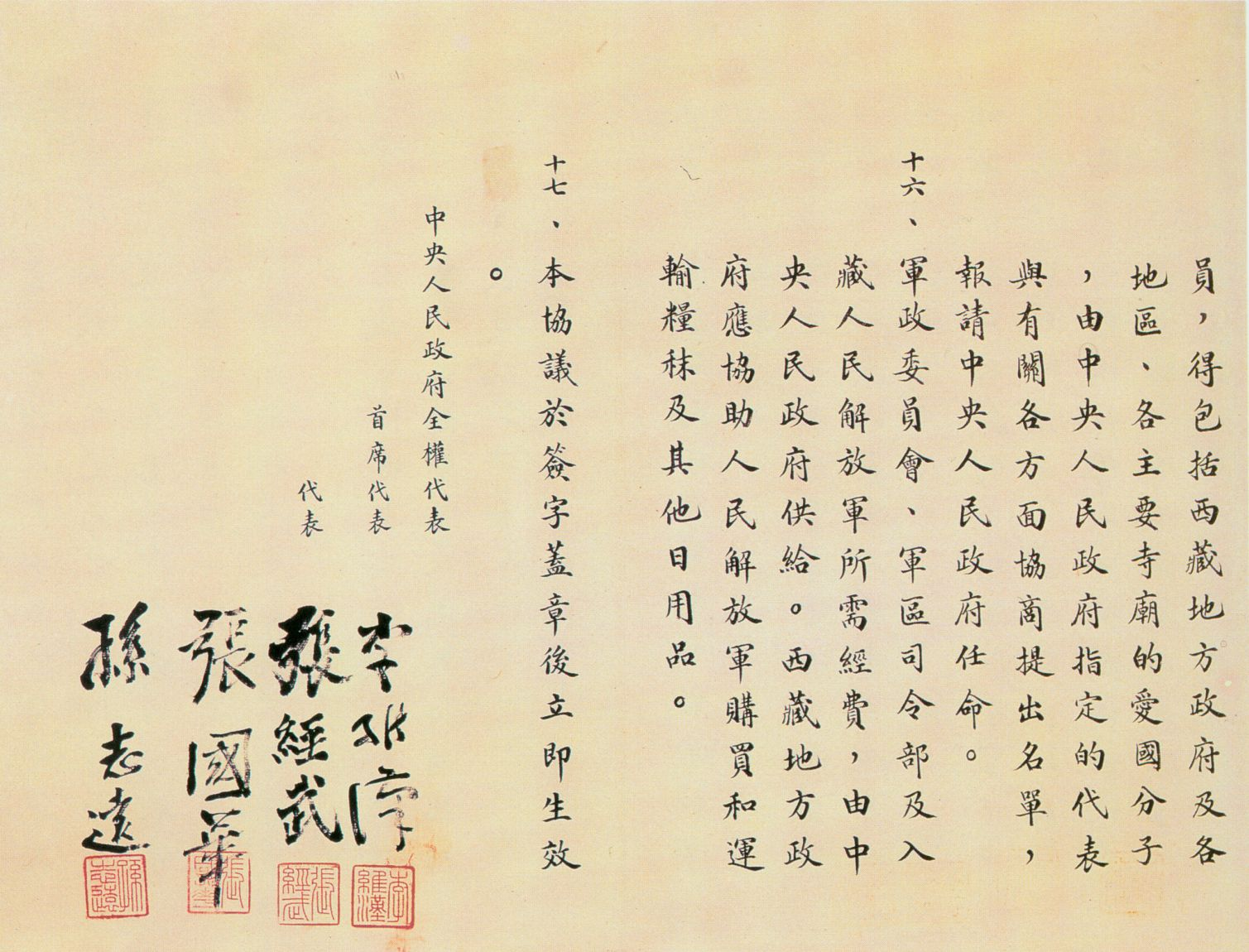
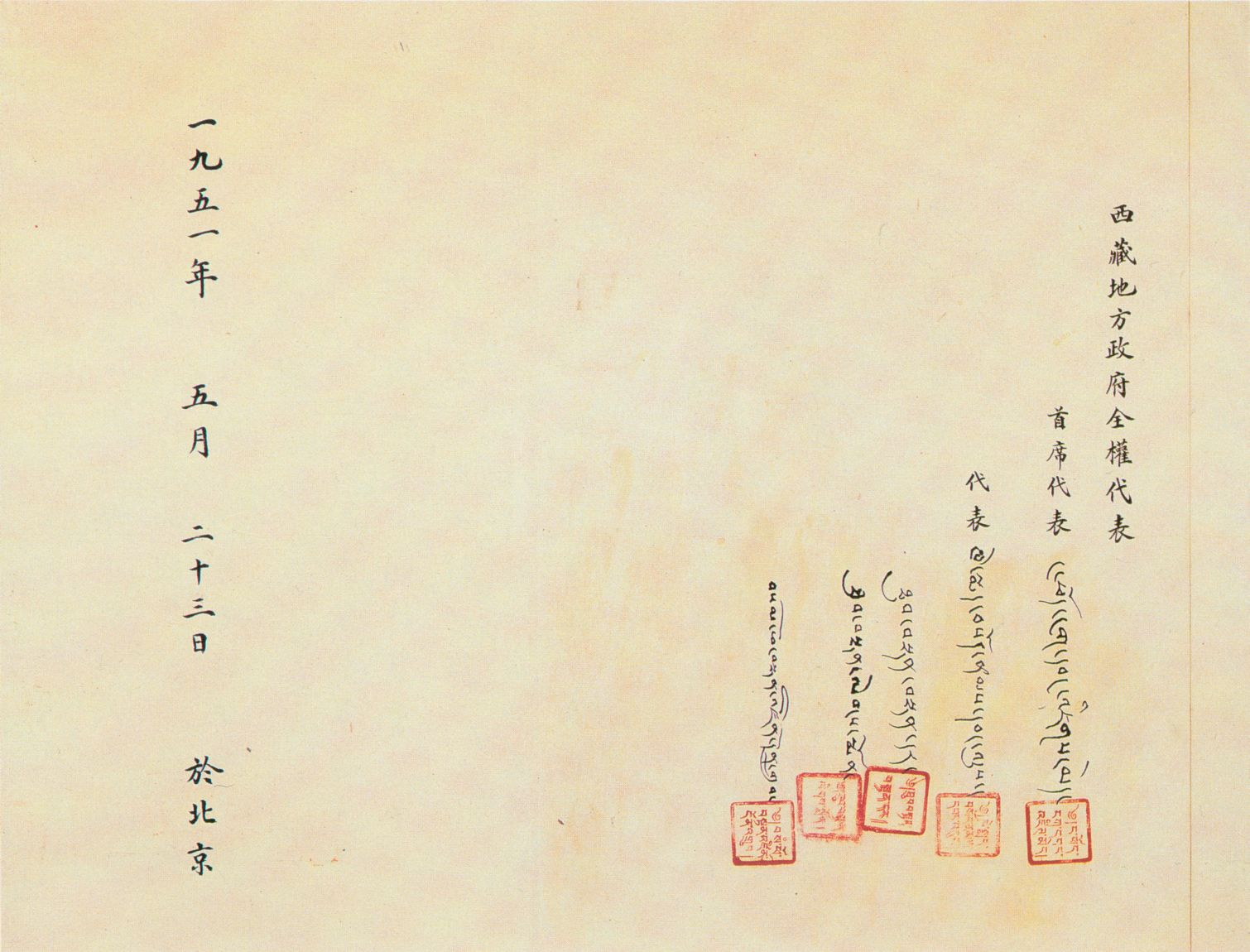

### Abbildungen des Vertrages (Tibetisch)

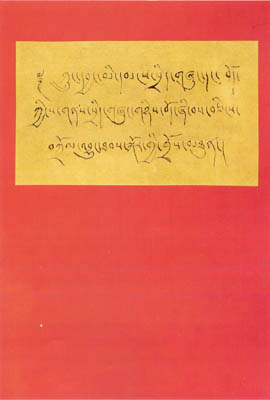
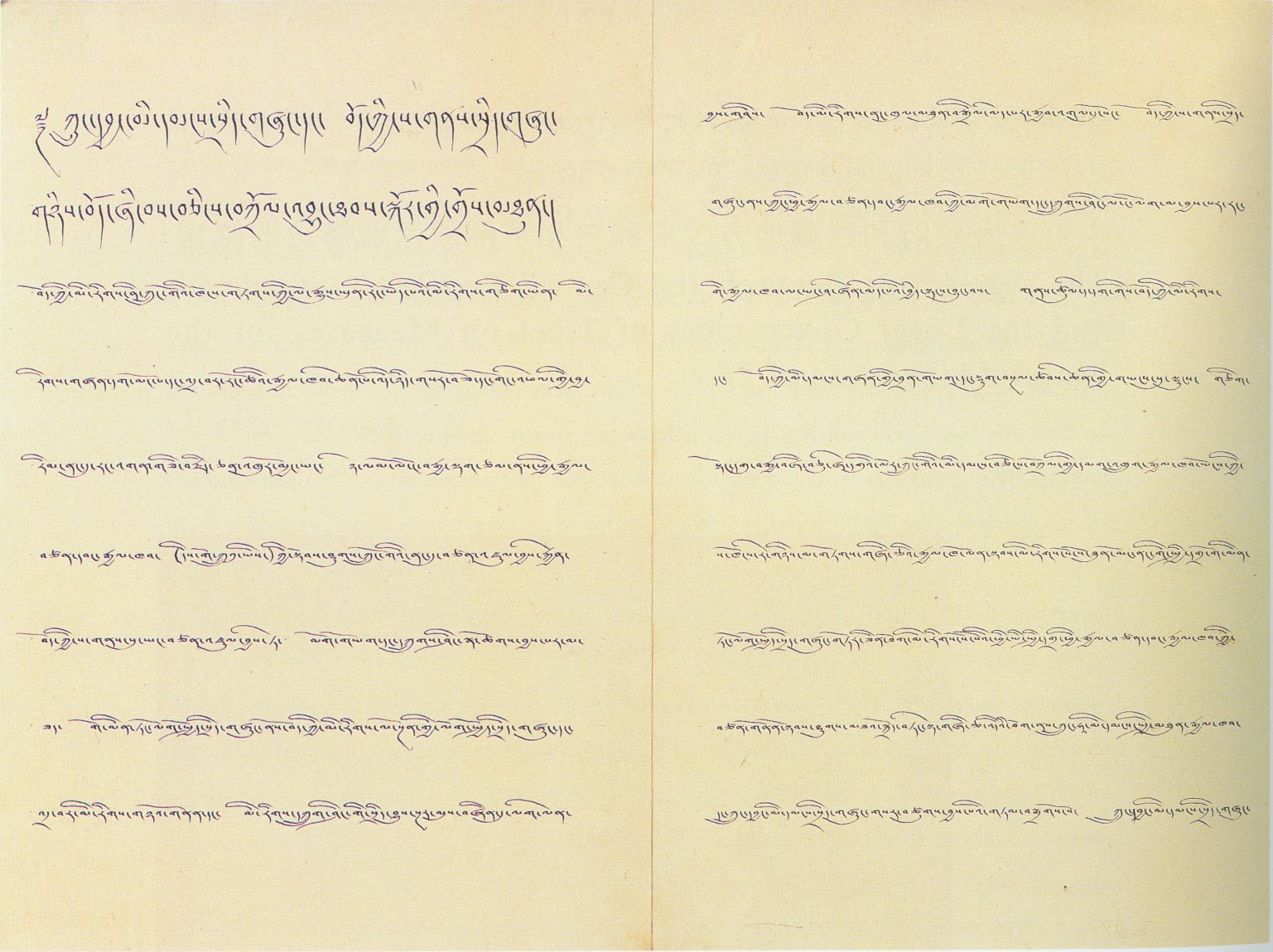
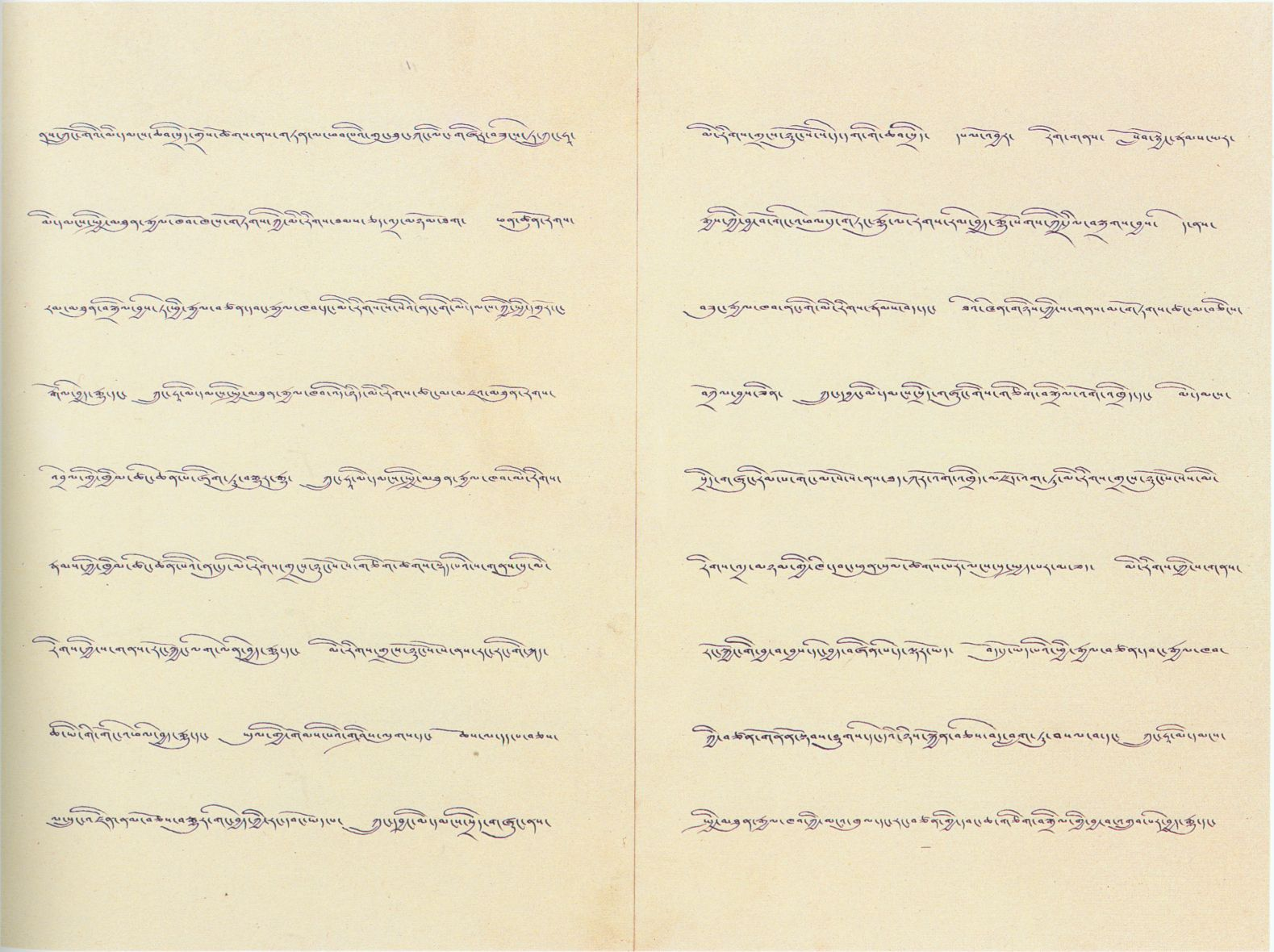
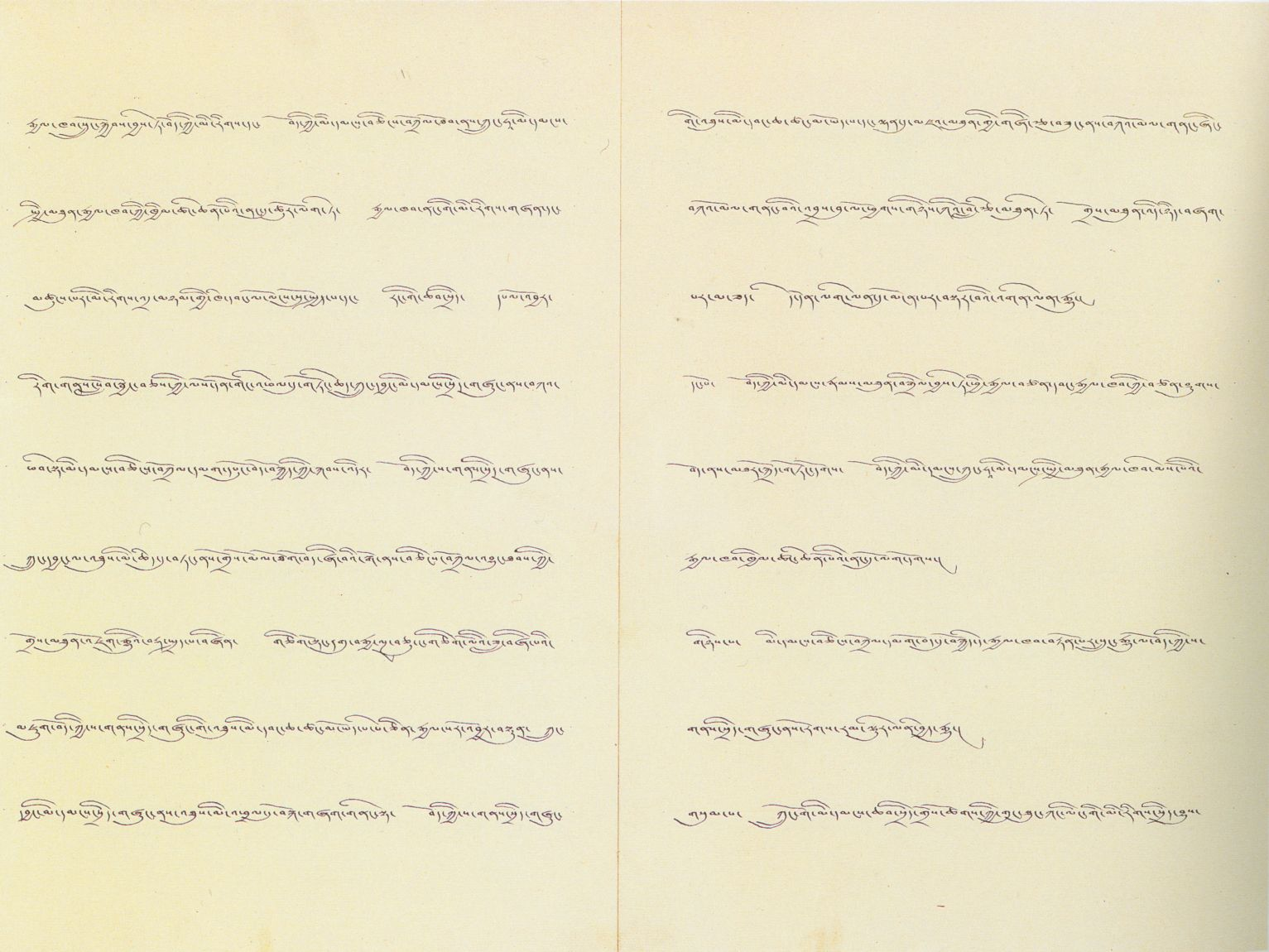
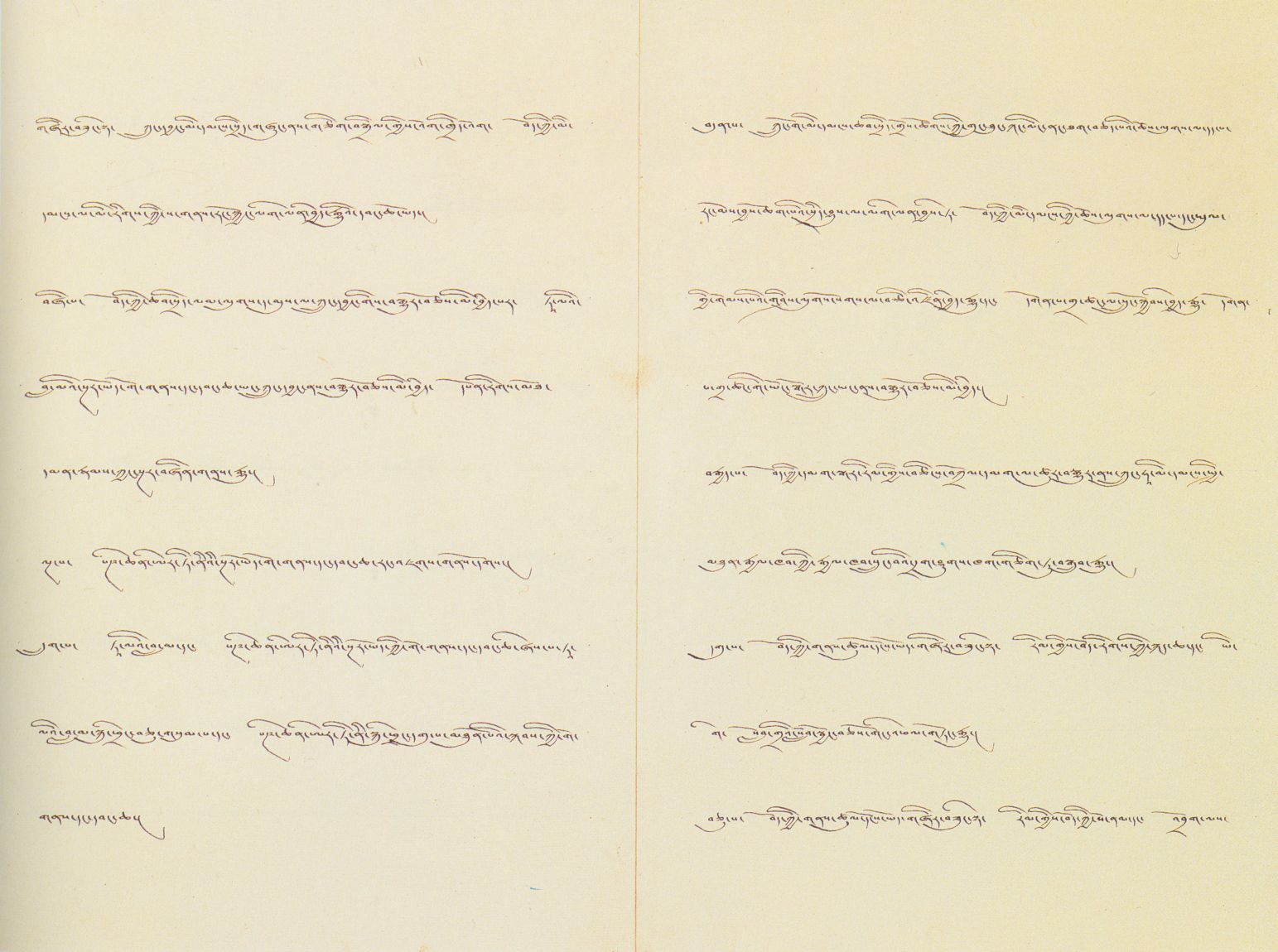
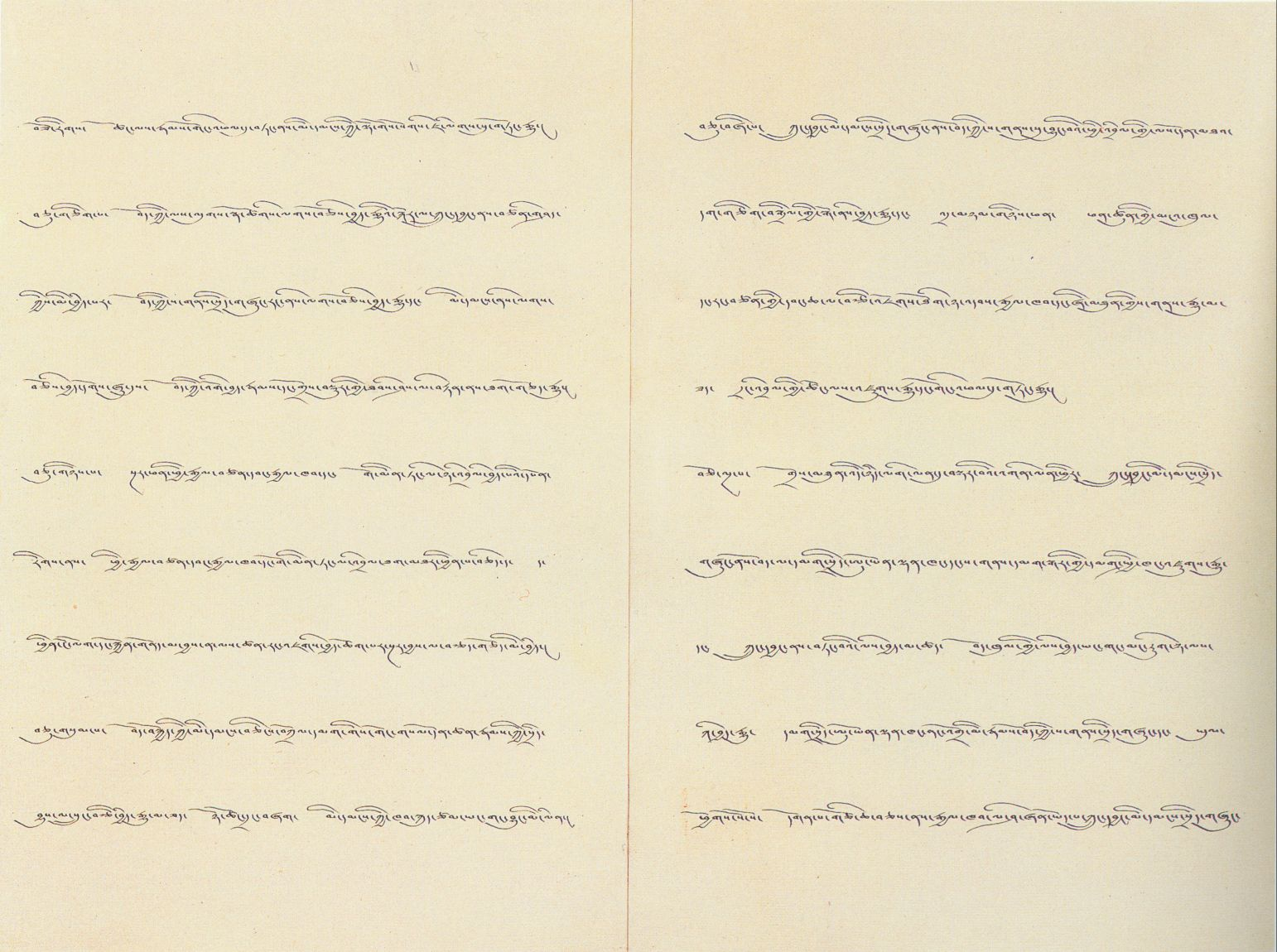
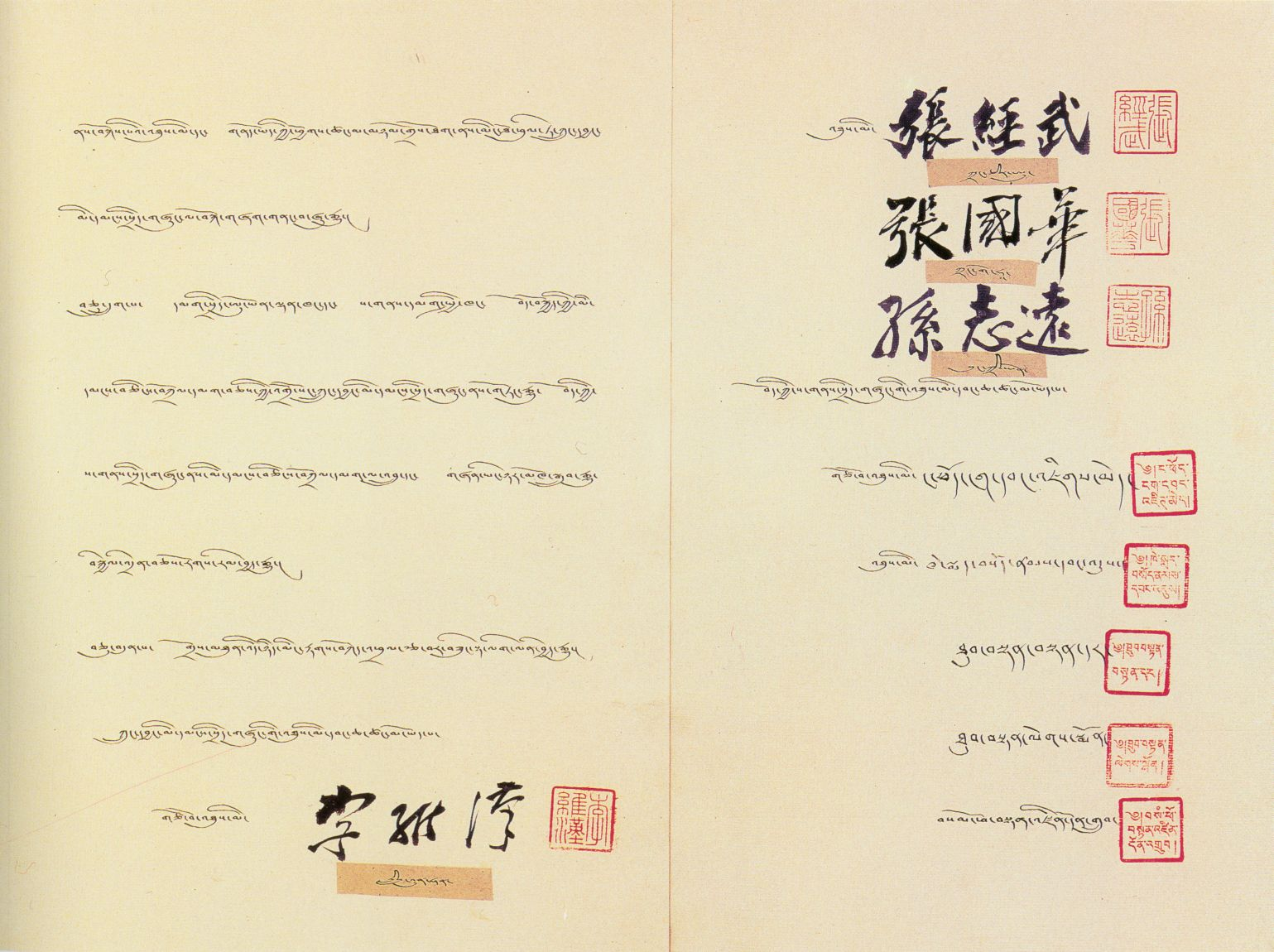
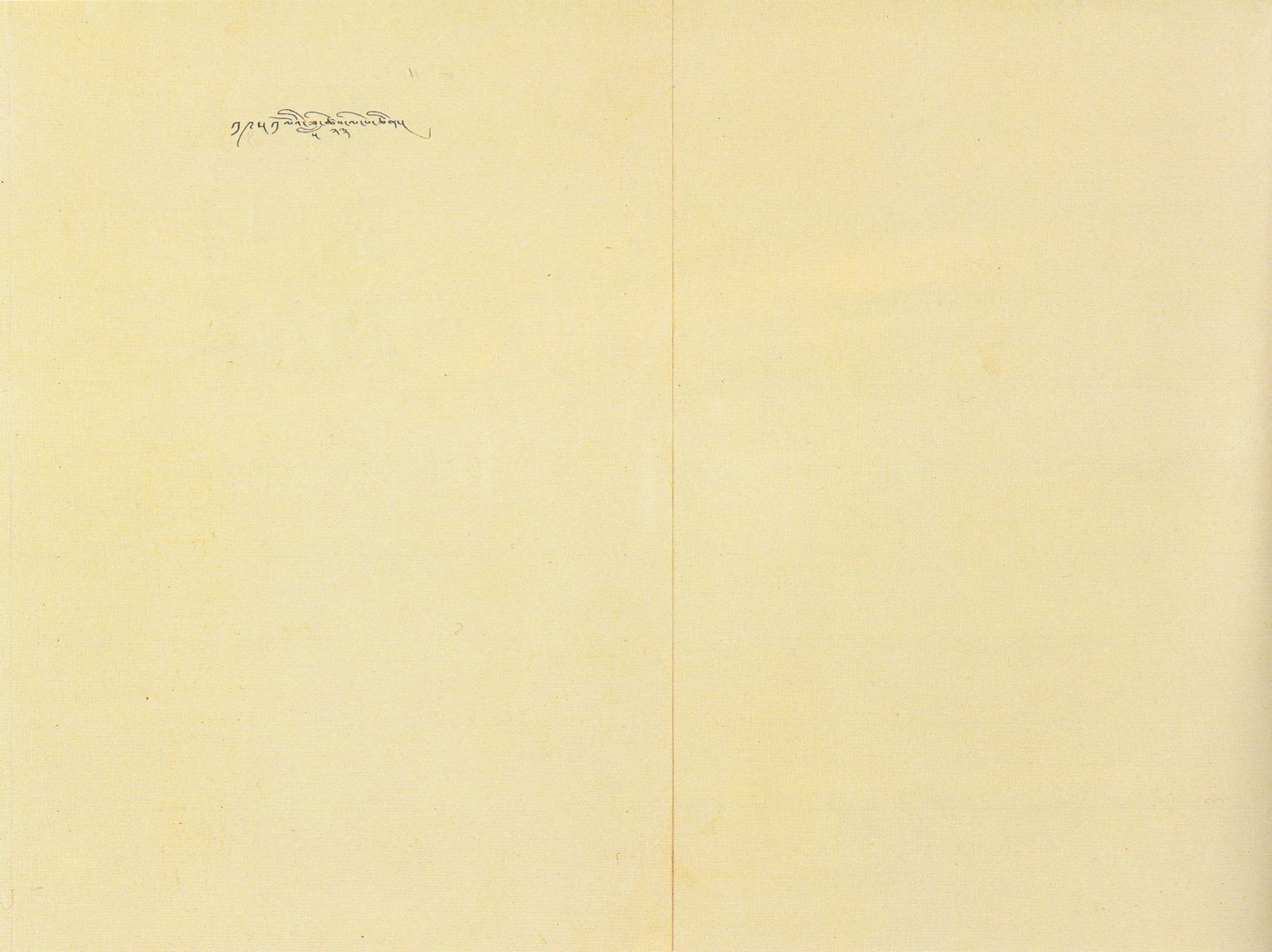